# Giuseppe Bardarini
Giuseppe Bardarini, magyarosan Bardarini József (Fiume, 1708. október 8. – Fiume, 1791. november 5.) olasz jezsuita szerzetes, tanár.

## Élete
15 éves korában a jezsuita rendbe lépett, letette a negyedik fogadalmat és tanulmányai elvégzése után tanított Goriciában és Grazban. A rend feloszlatása után mint császári udvari pap és kanonok tevékenykedett. Nagy műveltségű ember volt, beszélte az olasz, az illír, a német, a cseh, a horvát és a gall nyelveket.

## Művei
- Theologicorum dogmatum libri II. de peccatis et gratia. Liber I. de fide. Graecii, 1754.
- De bello Silesiaco ab ajus initio usque ad pacem 1763. Hubertsburgi conciliatum libri XIV. Flumine, 1782.
- Dissertatio critica de cathedra romana. Graecii…?